# 圣女欧斐米堂 (威尼斯)
圣女欧斐米堂（義大利語：Chiesa di Sant'Eufemia）是一座罗马天主教教堂，位于意大利威尼斯朱代卡岛，供奉圣女欧斐米（saint Euphemia）。
它最初建于9世纪，以威尼斯 - 拜占庭风格建造。此后修复和重建了好几次，最后在18世纪，改建了立面，内部的中殿和天花板穹顶都用灰泥装饰，增加了三幅祭台画 - 圣方济各小堂的“耶稣与文士”，詹巴蒂斯塔卡纳的“圣母往见”（1771年）以及雅各波·马里斯凯的“三博士来朝”（其中第三个现已移往别处）。天花板上的绘画也是由卡纳所画，描绘该堂的主保圣人 - 她的洗礼在左走道， 圣人在荣耀中在中殿，她的生平情节在右走道。 
其右侧俯瞰朱代卡运河，有一个多利安柱式的柱廊，取自附近的圣伯拉削圣加大教堂和修道院（Santi Biagio e Cataldo）在后者1593年修复期间。门廊壁龛里，有14世纪拜占庭式的钉十字架，哥特式的主教像。其内部是一个三中殿的巴西利卡，其原始的柱子保存下来。现在，一座小堂藏有真福儒利亚纳的圣髑，同样来自圣伯拉削和圣加大堂。左侧的走道内有18世纪的大理石圣母和耶稣雕塑，而在右侧走道的第一幅祭台画是圣洛克三联画的中央部分, 都是由巴洛缪奥·比瓦里尼所画，可追溯至1480年。司祭席还有Benfatto Alvise的达尔弗里索的最后的晚餐，属于委罗内塞画派。

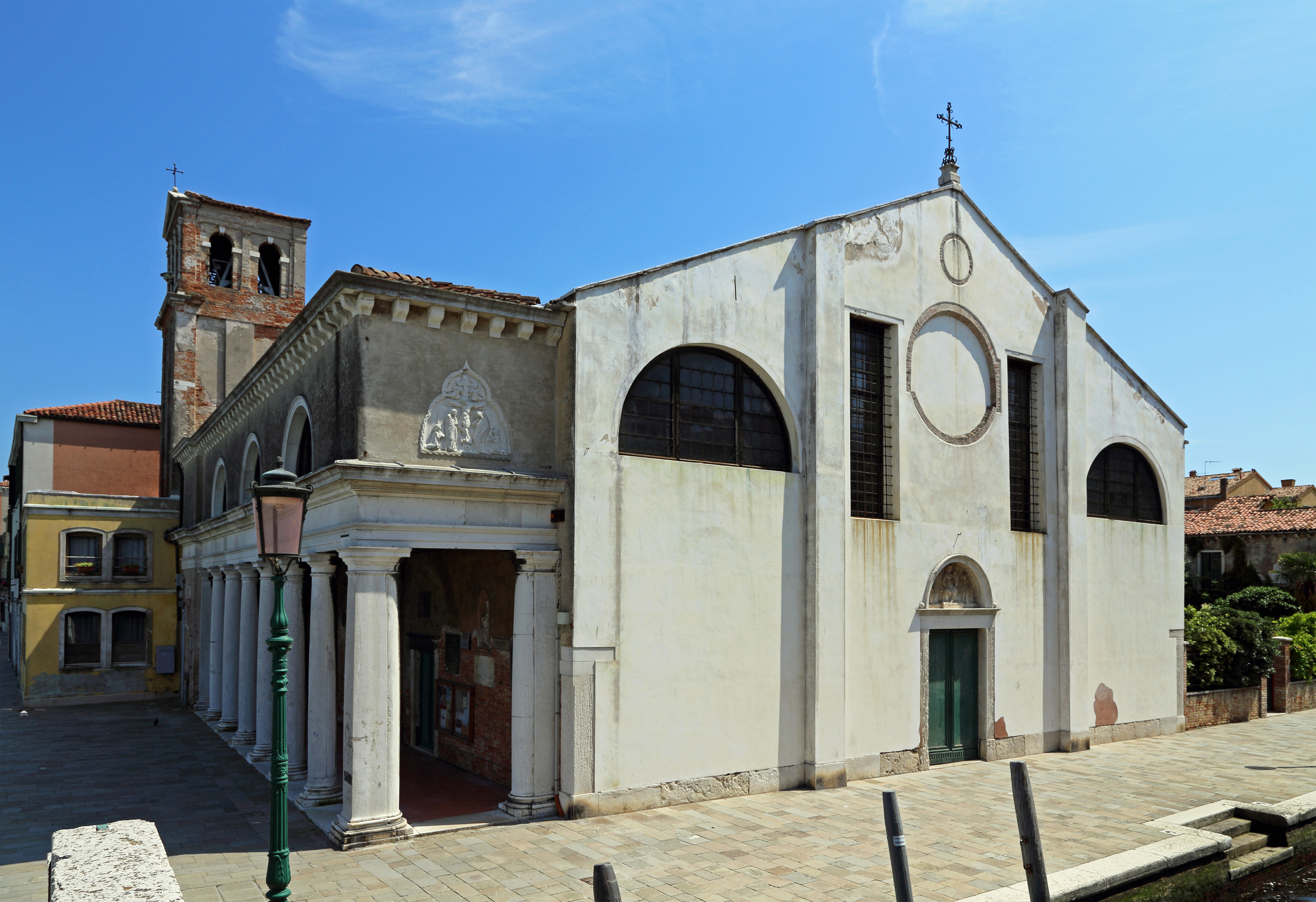
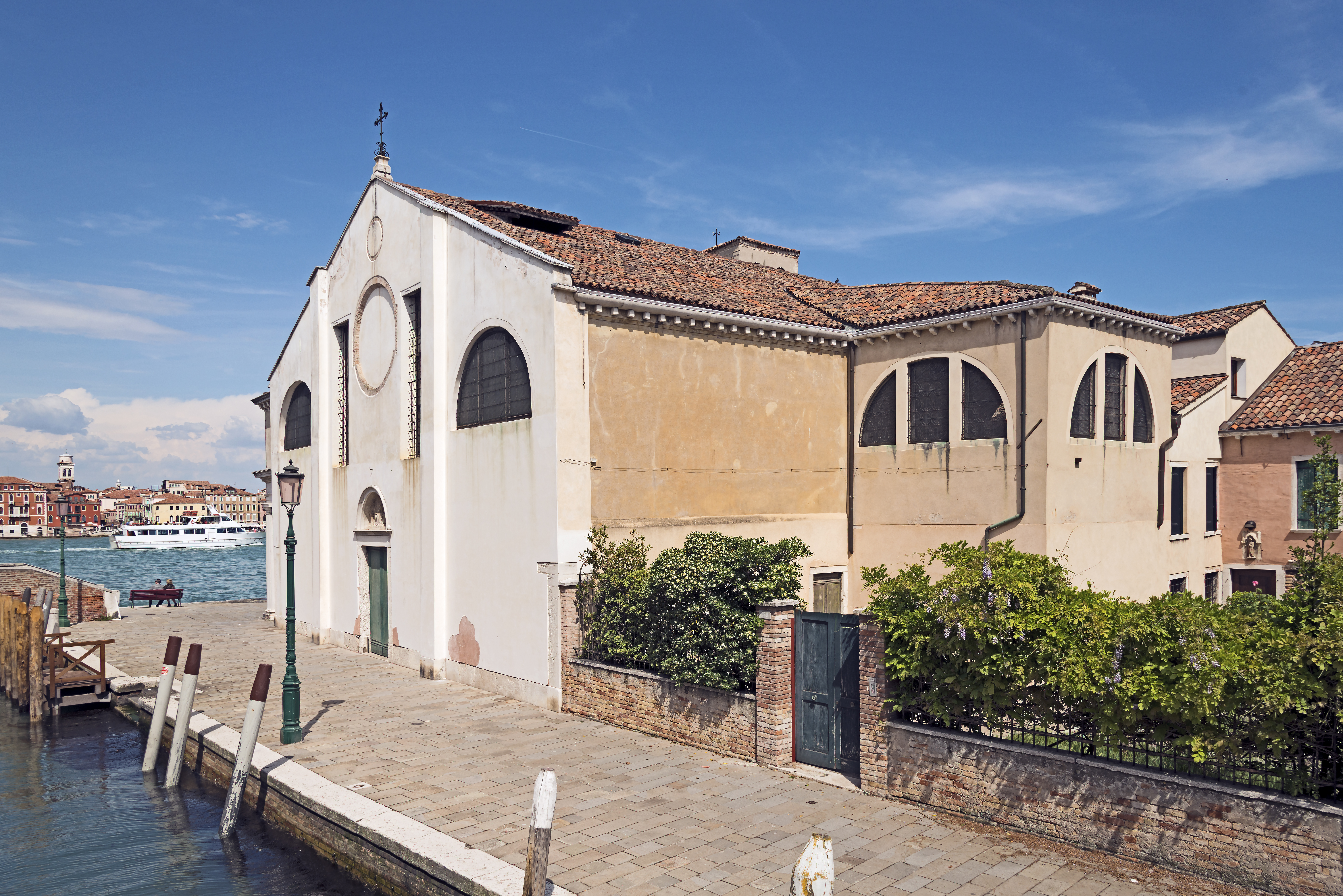
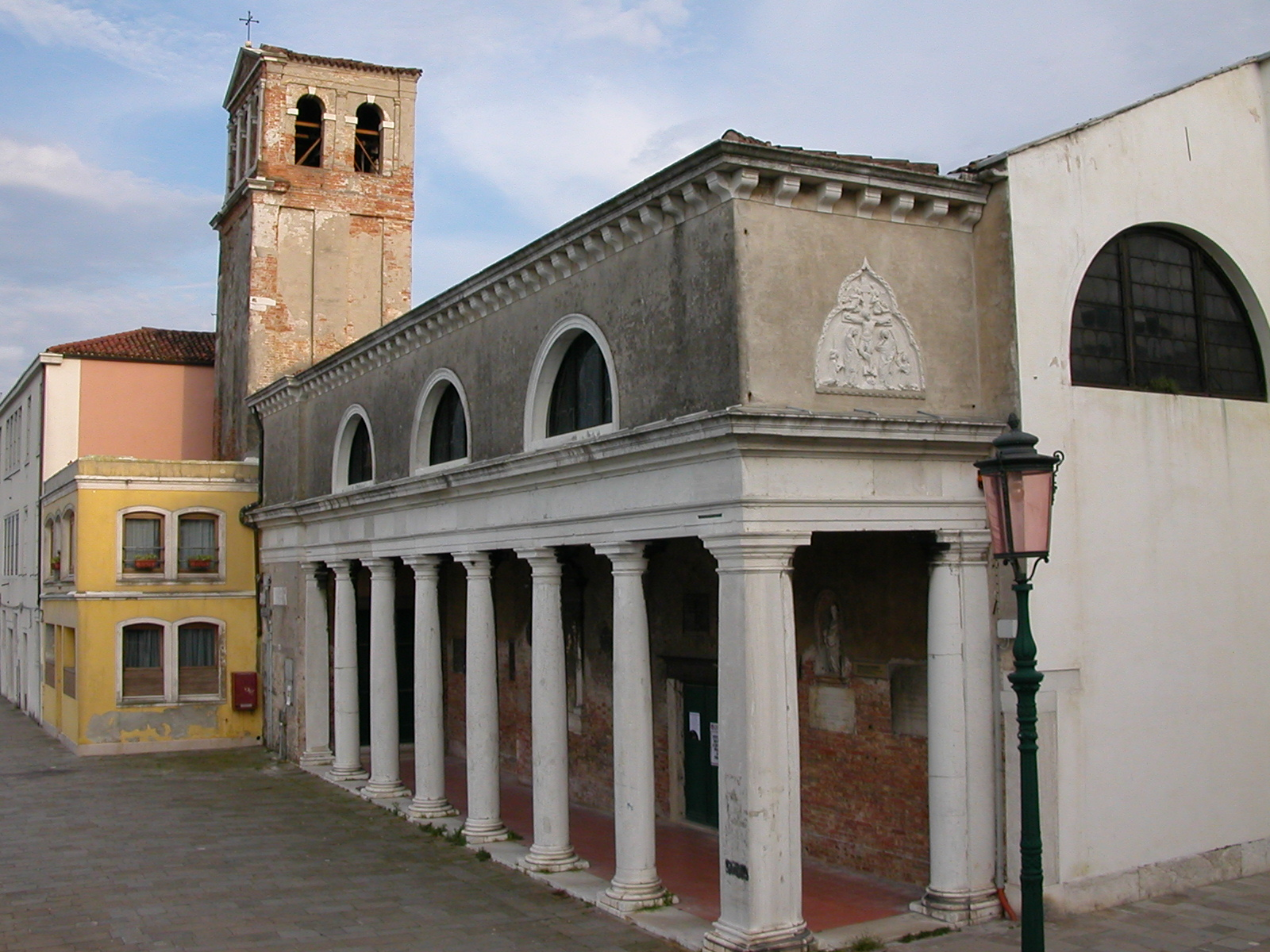
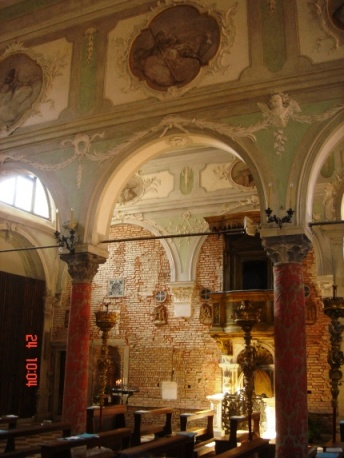